# Социал-демократическая партия народного согласия
Социал-демократическая партия Народного Согласия (бел. Сацыял-дэмакратычная партыя Народнай Згоды) (СДПНС) — политическая партия в РБ социал-демократической направленности. Правопреемница Партии Народного Согласия (ПНС), учреждённой 11 апреля 1992 года. Руководящий орган — съезд, между съездами действует Совет партии.
9 августа 2023 года Верховный Суд Беларуси ликвидировал Социал-демократическую партию Народного согласия.
Руководитель: Ермак Сергей Владимирович.
Партия имеет левоцентристскую социал-демократическую идеологию. Программа партии принята первым съездом в марте 1997 года. Декларированные цели партии — создание социально ориентированной рыночной экономики на основе синтеза капитализма и социализма, социальные гарантии для средне- и малообеспеченных групп населения, обеспечение достойного существования всех групп населения. Партия выступает против национализма, шовинизма, религиозной и идейной нетерпимости. ПНС выступает за обязательное исполнение Закона о языках в полном объёме и выступает в поддержку развития белорусской культуры.
Основным методом в деятельности партии является воздействие демократическими способами в рамках существующего законодательства на состояние общественной мысли. В партии придерживаются видения эволюционного развития общества.

## Критика партии
Правозащитный центр «Весна» в сентябре 2019 года отнес СДПНС к числу провластных, т. е. поддерживающих действующую белорусскую власть партий.